# Festival of Death
 (février 2023).
Si vous disposez d'ouvrages ou d'articles de référence ou si vous connaissez des sites web de qualité traitant du thème abordé ici, merci de compléter l'article en donnant les références utiles à sa vérifiabilité et en les liant à la section « Notes et références ».
Albums de Brodequin
Instruments of Torture Prelude to Execution
Festival of Death est le deuxième album studio du groupe d'ultrabrutal death metal américain Brodequin. Il est sorti en 2001.

## Composition du groupe
- Jaimie Bailey : chant et basse
- Mike Bailey : guitare
- Chad Walls : batterie

## Liste des chansons de l'album
Les douze pistes de cet album sont :
1. Mazzetello - 2:30
2. Judas Cradle - 2:11
3. Trial By Ordeal - 2:47
4. Torches Of Nero - 1:54
5. Vivum Excoriari - 2:55
6. Lake Of The Dead - 3:25
7. Blood Of The Martyr - 2:02
8. Gilles De Rai - 2:38
9. Flow Of Maggots - 2:57
10. Bronze Bowl - 2:51
11. Auto De Fa - 1:34
12. Raped In The Back Of Chad's Van - 4:37

Après un blanc d'1:10, apparaît un morceau-fantôme : From The Anatomical Deeps (reprise du groupe de grindcore Dead Infection) - 1:52.